# Diocesi di Valle de la Pascua
La diocesi di Valle de la Pascua (in latino Dioecesis Vallispaschalensis) è una sede della Chiesa cattolica in Venezuela suffraganea dell'arcidiocesi di Calabozo. Nel 2022 contava 320.000 battezzati su 423.000 abitanti. È retta dal vescovo Ricardo Aldo Barreto Cairo.

## Territorio
La diocesi comprende 9 comuni dello stato venezuelano di Guárico: Leonardo Infante, Chaguaramas, Las Mercedes, El Socorro, José Félix Rivas, Pedro Zaraza, José Tadeo Monagas, San José de Guaribe, Santa María de Ipire.
Sede vescovile è la città di Valle de la Pascua, dove si trova la cattedrale di Nostra Signora della Candelora.
Il territorio è suddiviso in 31 parrocchie.

## Storia
La diocesi è stata eretta il 25 luglio 1992 con la bolla Cum ad aptius di papa Giovanni Paolo II, ricavandone il territorio dalla diocesi di Calabozo (oggi arcidiocesi).
Originariamente suffraganea dell'arcidiocesi di Caracas, il 17 giugno 1995 è entrata a far parte della provincia ecclesiastica di Calabozo.

## Cronotassi dei vescovi
Si omettono i periodi di sede vacante non superiori ai 2 anni o non storicamente accertati.
- Joaquín José Morón Hidalgo (25 luglio 1992 - 27 dicembre 2002 nominato vescovo di Acarigua-Araure)
- Ramón José Aponte Fernández (5 marzo 2004 - 11 gennaio 2024 ritirato)
- Ricardo Aldo Barreto Cairo, dall'11 gennaio 2024

## Statistiche
La diocesi nel 2022 su una popolazione di 423.000 persone contava 320.000 battezzati, corrispondenti al 75,7% del totale.
| anno | popolazione | popolazione | popolazione | presbiteri | presbiteri | presbiteri | presbiteri                | diaconi | religiosi | religiosi | parrocchie |
| anno | battezzati  | totale      | %           | numero     | secolari   | regolari   | battezzati per presbitero | diaconi | uomini    | donne     | parrocchie |
| ---- | ----------- | ----------- | ----------- | ---------- | ---------- | ---------- | ------------------------- | ------- | --------- | --------- | ---------- |
| 1999 | 318.000     | 320.250     | 99,3        | 16         | 12         | 4          | 19.875                    |         | 4         | 28        | 25         |
| 2000 | 242.000     | 350.000     | 69,1        | 16         | 12         | 4          | 15.125                    |         | 4         | 30        | 23         |
| 2001 | 242.000     | 350.000     | 69,1        | 18         | 14         | 4          | 13.444                    |         | 4         | 30        | 23         |
| 2002 | 352.000     | 360.000     | 97,8        | 17         | 13         | 4          | 20.705                    |         | 4         | 31        | 24         |
| 2003 | 352.000     | 360.000     | 97,8        | 18         | 14         | 4          | 19.555                    |         | 4         | 31        | 25         |
| 2004 | 352.000     | 360.000     | 97,8        | 18         | 14         | 4          | 19.555                    |         | 4         | 31        | 25         |
| 2010 | 389.000     | 396.000     | 98,2        | 31         | 27         | 4          | 12.548                    | 1       | 4         | 21        | 28         |
| 2014 | 412.000     | 420.000     | 98,1        | 29         | 25         | 4          | 14.206                    | 3       | 8         | 16        | 32         |
| 2017 | 429.390     | 437.610     | 98,1        | 31         | 27         | 4          | 13.851                    | 4       | 4         | 23        | 36         |
| 2020 | 443.350     | 453.000     | 97,9        | 27         | 25         | 2          | 16.420                    | 4       | 2         | 27        | 31         |
| 2022 | 320.000     | 423.000     | 75,7        | 25         | 23         | 2          | 12.800                    | 6       | 4         | 14        | 31         |